# Посольство США в Австрии
Посольство Соединённых Штатов Америки в Вене является главной дипломатической миссией Соединённых Штатов Америки в Австрии. С 1947 года здание посольства находится по адресу Больцмангассе, 16, в районе Вены Альзергрунд.

## История
Соединённые Штаты впервые установили дипломатические отношения с Австрией, когда 8 февраля 1838 года Генри А. П. Мюленберг был назначен первым чрезвычайным посланником США и полномочным министром в Австрийской империи. Миссия официально получила статус посольства 17 мая 1902 года, а Роберт Сандерсон Маккормик стал первым послом США в Австрии.
Когда после вступления Америки в Первую мировую войну Соединённые Штаты разорвали дипломатические отношения с Австро-Венгрией в апреле 1917 года, Испания занималась представлением интересов США в Вене на время войны. В 1921 году дипломатическая миссия США в Австрии была открыта вновь.
Здание посольства в стиле необарокко на Больцмангассе, 16, было построено с 1902 по 1904 год по проекту архитектора Людвига Баумана. Первоначально оно было построено как новое местонахождение Императорско-Королевской академии восточных языков, основанной в 1754 году (предшественник современной Венской дипломатической академии). Условия обучения были сильно ограничены после аншлюса Австрии нацистской Германией, и здание временно использовалось как военный госпиталь Вермахта. По окончании Второй мировой войны оккупационные войска США заняли здание до 1946 года.
Правительство США наконец приобрело здание 30 июня 1947 года по ходатайству Элеоноры Лансинг Даллес и с согласия Австрийского национального совета. Миссия США в Австрии имела статус миссии с 1947 по 1951 год, когда она официально стала посольством, а Уолтер Дж. Доннелли стал первым послом США, служившим в Вене после ухода Фредерика Кортленда Пенфилда во время Первой мировой войны.
Нынешним послом США в Австрии является Виктория Реджи Кеннеди.